# تسهیلات هوایی شرکت مرین
تسهیلات هوایی شرکت مرین (به انگلیسی: Marine Corps Air Facility Quantico) (به زبان بومی: Turner Field) یک فرودگاه نظامی با کد یاتا NYG است . این فرودگاه در کشور ایالات متحده آمریکا قرار دارد و در ارتفاع ۳ متری از سطح دریا واقع شده‌است.